# Ipomoea ternifolia
Ipomoea ternifolia là một loài thực vật có hoa trong họ Bìm bìm. Loài này được Cav. mô tả khoa học đầu tiên năm 1799.